# جایزه بزرگ هلند ۱۹۶۳
جایزه بزرگ هلند ۱۹۶۳ (انگلیسی: ‎1963 Dutch Grand Prix‎) یک مسابقهٔ موتوری در رشتهٔ اتومبیل‌رانی فرمول یک بود که در تاریخ ۲۳ ژوئن ۱۹۶۳ در پیست زاندفورت واقع در زاندفورت، هلند برگزار شد. این گراند پری در میان ۱۰ گراند پری در فصل ۱۹۶۳، مسابقهٔ شمارهٔ ۳ بود.
در این مسابقه که در ۸۰ دور و به مسافت ۳۳۵٫۴۴۰ کیلومتر (۲۰۸٫۴۳۳ مایل) برگزار شد، پول پوزیشن توسط جیم کلارک کسب شد و سریع‌ترین زمان برای طی یک دور پیست که برابر با ۱:۳۳٫۷ بود نیز توسط جیم کلارک به ثبت رسید.
جیم کلارک از تیم لوتوس-کلیمکس، دن گرنی از تیم برابام-کلیمکس و جان سرتیز از تیم فراری به‌ترتیب مقام‌های اول تا سوم مسابقه را کسب کردند.

## رده‌بندی قهرمانی پس از مسابقه
|       | جایگاه | راننده      | امتیاز |
| ----- | ------ | ----------- | ------ |
| ۱     | ۱      | جیم کلارک   | ۱۸     |
| ۲     | ۲      | ریچی گینتر  | ۱۱     |
| ۲     | ۳      | بروس مک‌لارن | ۱۰     |
| ۱     | ۴      | دن گرنی     | ۱۰     |
| ۲     | ۵      | گراهام هیل  | ۹      |
| منبع: |        |             |        |

|       | جایگاه | سازنده        | امتیاز |
| ----- | ------ | ------------- | ------ |
| ۱     | ۱      | لوتوس-کلیمکس  | ۱۹     |
| ۱     | ۲      | بی‌آرام        | ۱۴     |
|       | ۳      | کوپر-کلیمکس   | ۱۰     |
|       | ۴      | برابام-کلیمکس | ۱۰     |
|       | ۵      | فراری         | ۷      |
| منبع: |        |               |        |

یادداشت
- تنها پنج جایگاه نخست از هر رده‌بندی نمایش داده شده‌است.